# 백스테이지 (드라마)
《백스테이지》(영어: Backstage)는 2016년부터 현재까지 방영된 캐나다의 십대 드라마이다.